# Alamo (Indiana)
Alamo è una città degli Stati Uniti d'America, nella Contea di Montgomery, nello Stato dell'Indiana.
La popolazione era di 137 abitanti nel censimento del 2000.